# بکت‌آمون
بکت‌آمون (به انگلیسی: Beketamun) یا بکت شاهدخت در دوران حکمرانی دودمان هجدهم مصر و دختر فرعون تحوتموس سوم بود. نام او به معنای «کنیز آمون» است.
نام او بر روی یک ظرف سفالین لعاب‌دار ودیعه نذری (به همراه کارتوش پدرش) که در دیر البحری (اکنون در بوستون) یافت شده است، حک شده است. او همچنین بر روی عصای چوبی خدمتکارش، آمون‌موس، و احتمالاً روی یک اسکراب (دست‌ساخته) (اکنون در موزه بریتانیا) ذکر شده است. این احتمال وجود دارد که او شاهدختی باشد که پشت شاهدخت مریت‌آمون سی و دی در کلیسای کوچک حاثور در دیر البحری ایستاده است.